# Potenziell gefährlicher Asteroid

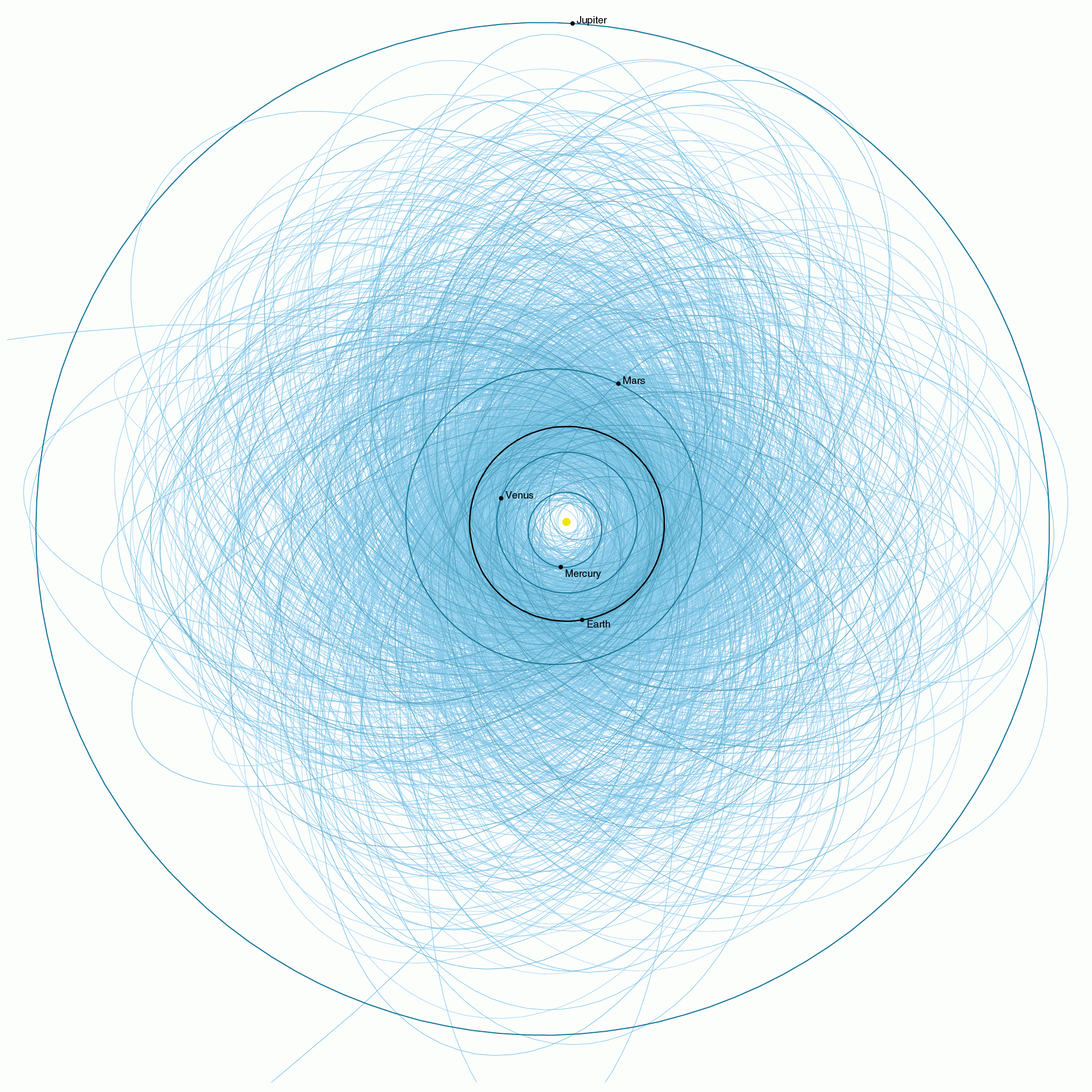
Umlaufbahnen bekannter potenziell gefährlicher Asteroiden

Als potenziell gefährlichen Asteroiden (englisch potentially hazardous asteroid, PHA) bezeichnet man erdnahe Asteroiden (englisch near-Earth asteroid, NEA) mit einem Durchmesser von mehr als 140 m, deren Umlaufbahnen der der Erde auf weniger als 0,05 AE nahekommen. Diese Entfernung entspricht einem Zwanzigstel des mittleren Abstands zwischen Erde und Sonne und wird als das größte mögliche Ausmaß an Bahnstörungen innerhalb einer Zeitskala von 100 Jahren angenommen, das eine Kollision zur Folge haben könnte. PHA machen rund 20 % der erdnahen Asteroiden aus.
Das US-Überwachungssystem Sentry erfasst und beobachtet alle bekannten PHA, aber auch alle anderen für die Erde potenziell gefährlichen Objekte.
Zur Bewertung der von einem PHA ausgehenden Gefahr können die Turiner Skala und die Palermo-Skala herangezogen werden.